# بوب بيري (لاعب كرة قدم أمريكية)
بوب بيري (بالإنجليزية: Bob Berry)‏ هو لاعب كرة قدم أمريكية أمريكي، ولد في 10 مارس 1942 في سان خوسيه في الولايات المتحدة.

## وصلات خارجية
- بوب بيري على موقع مرجع كرة القدم المحترفة.كوم (الإنجليزية)